# 石川宗光
石川 宗光（いしかわ むねみつ）は、江戸時代の武士。仙台藩一門筆頭・角田石川家第12代（陸奥石川氏第36代）当主。

## 生涯
寛政6年（1794年）11月29日、角田石川家第10代当主・石川村任の三男として生まれる。幼名は左源太。
文化元年（1804年）2月、第11代当主の兄光尚早世により家督相続。右膳光明と名乗る。幼いため家政を監督する目付けが本藩より付けられた。文化9年（1812年）藩主伊達斉宗の偏諱を受け、主馬宗光と改名。後大和と改めた。
文政元年（1818年）領内に郷校成教書院を開設し領内の学問の興隆に努めた。
文政2年（1819年）8月、藩主となった斉義と共に江戸に上り、江戸城で将軍家斉、世子家慶に拝謁する。
天保11年（1840年）6月24日死去。享年47。家督は嫡男義光が相続した。
仙台藩や石川家の御用絵師を務めた東東洋の筆による、宗光夫妻の肖像画（賛:南山古梁）が残されている（個人蔵）。